# Маллобавд
Маллобавд (лат. Mallobaudes) — король франков в IV веке. Служил военачальником в армии Римской империи и был комитом. Возможно, имя Маллобавд носила не одна, а две исторические персоны.

## Биография
Ко времени Маллобавда значительную часть древнеримской армии составляли «варвары», которые также выполняли и командные полномочия. Если ранее высоких званий в армии достигали прежде всего алеманны, то во второй половине IV века, по всей вероятности, им на смену пришли франки.
В 354 году Маллобавд руководил допросом Констанция Галла, обвинённого в заговорщицкой деятельности. С 354 года Маллобавд, как tribunus armaturarum римской армии в Галлии, выступал одним из главных союзников Сильвана, в 355 году провозгласившего себя императором и смещённого спустя 28 дней. Хотя Маллобавд вступился за Сильвана, ему удалось сохранить свою должность.
Являлся ли Маллобавд тем же лицом, кого император Грациан назначил командиром императорской гвардии, неизвестно, но скорее маловероятно с учётом достаточно большого периода времени между этими событиями.
В 378 году Маллобавд выдвинулся на должность заместителя командующего армией в Галлии. Возможно, эта информация может относиться к другому старшему офицеру, носившему такое же имя. В битве при Аргентарии Маллобавд командовал войсками, отбросившими за Рейн короля алеманнов Приария. Возможно, вскоре Маллобавд вернулся к франкам на Среднем Рейне и был избран их королём. В 380 году Маллобавд в бою убил Макриана, короля алеманнских букинобантов. Тот, согласно Аммиану Марцеллину, являлся верным союзником Рима и федератом. Предполагается, что уверенный в поддержке римлян Макриан сам вторгся на территорию франков. Возможно, причиной нападения был или разрыв Маллобавдом отношений с римлянами или же это был просто конфликт между двумя предводителями варваров.